# Бобек
Бобек (нім. Bobeck) — громада в Німеччині, розташована в землі Тюрингія. Входить до складу району Заале-Гольцланд. Складова частина об'єднання громад [[Бад-Клостерлаусніц (об'єднання громад)|Бад-Клостерлаусніц]].
Площа — 7,11 км2. Населення становить 271 ос. (станом на 31 грудня 2021).